# 6775 Giorgini
6775 Giorgini este un asteroid din centura principală de asteroizi.

## Descriere
6775 Giorgini este un asteroid din centura principală de asteroizi. A fost descoperit pe 5 aprilie 1989 la Observatorul Palomar de Eleanor Francis Helin. Asteroidul prezintă o orbită caracterizată de o semiaxă mare de 2,68 ua, o excentricitate de 0,18 și o înclinație de 14,1° în raport cu ecliptica.